# Saint-Pierre-de-Buzet
Saint-Pierre-de-Buzet település Franciaországban, Lot-et-Garonne megyében. Lakosainak száma 276 fő (2022. január 1.). Saint-Pierre-de-Buzet Ambrus, Buzet-sur-Baïse, Caubeyres és Damazan községekkel határos.

## Népesség
A település népessége az elmúlt években az alábbi módon változott:
| Lakosok száma | 246  | 219  | 215  | 246  | 296  | 291  | 290  | 295  | 289  | 276  |
|               | 1968 | 1982 | 1990 | 2006 | 2013 | 2015 | 2017 | 2019 | 2020 | 2022 |